# Estação Juan de la Cierva
Juan de la Cierva é uma estação da Linha 12 do Metro de Madrid. Foi aberta ao público em 2003 com o intuito de homenegear o inventor Juan de La Cierva y Codorniu